# Свішникова хутір
Свішникова хутір — історична місцевість Києва, колишній хутір. Хутір лежав на березі річки Котурка навпроти 12-ї Лінії, з протилежного боку від Пуща-Водиці.

## Історія

Хутір Свішникова на карті 1897 року

"Хутір млин Братського монастиря" вперше позначено на мапі "Карта сочіненая спорным Кіево-Брацкого училишного манастыря з магістратомъ кіевскимъ грунтамъ" 1746 року. При хуторі - водяний млин. 
Хутір Свішникова вперше позначений під такою ж назвою на топографічній мапі 1897 року. Назва походить від прізвища поселенця. Поряд на мапі позначено 
греблю, а на греблі водяний млин. На мапі 1900 року так і підписано ― казенная мельница. Топографічна зйомка, проведена в середині 1920-х, вже не фіксує водяного млина. Однак докладно позначено будівлі хутора Свішникова — три споруди ближче до греблі й окремий двір північніше, навпроти 12-ї Лінії. 
Біля хутора на річці Котурка були ставки Імператорського товариства риборозведення та рибальства, заснованого 1881 року. 
Цікаво, що риборозплідне господарство діє в цьому місці на річці Котурка й донині. Територія колишнього хутора Свішникова — будинки при цьому риборозплідному господарстві. Окремий двір на півночі — нині осібно розташована приватна садиба на лівому березі Котурки, сполучена з Пуща-Водицею невеликим пішохідним містком.